# Jatayu Airlines
Pour les articles homonymes, voir JTY et Jatayu (homonyme).
Jatayu Airlines (Jatayu Gelang Sejahtera) est une compagnie aérienne de Jakarta (Indonésie) créée en 2000. Elle officie dans les vols réguliers intérieurs. Elle n'est plus en service depuis 2008 à la suite du retrait de son accréditation par le gouvernement.
La compagnie porte le nom de Jatayu, un oiseau fabuleux de la mythologie hindoue.

## Code data
- Association internationale du transport aérien AITA Code : VJ
- Organisation de l'aviation civile internationale OACI Code : JTY
- Nom d'appel : Jatayu

## Destinations
Jatayu Airlines dessert les destinations suivantes (janvier 2005) :
- Destinations intérieures régulières : Balikpapan, Batam, Jakarta, Medan et Pekanbaru.

- Destinations internationales régulières : Guangzhou, Penang, Ipoh et Singapour.

## Flotte

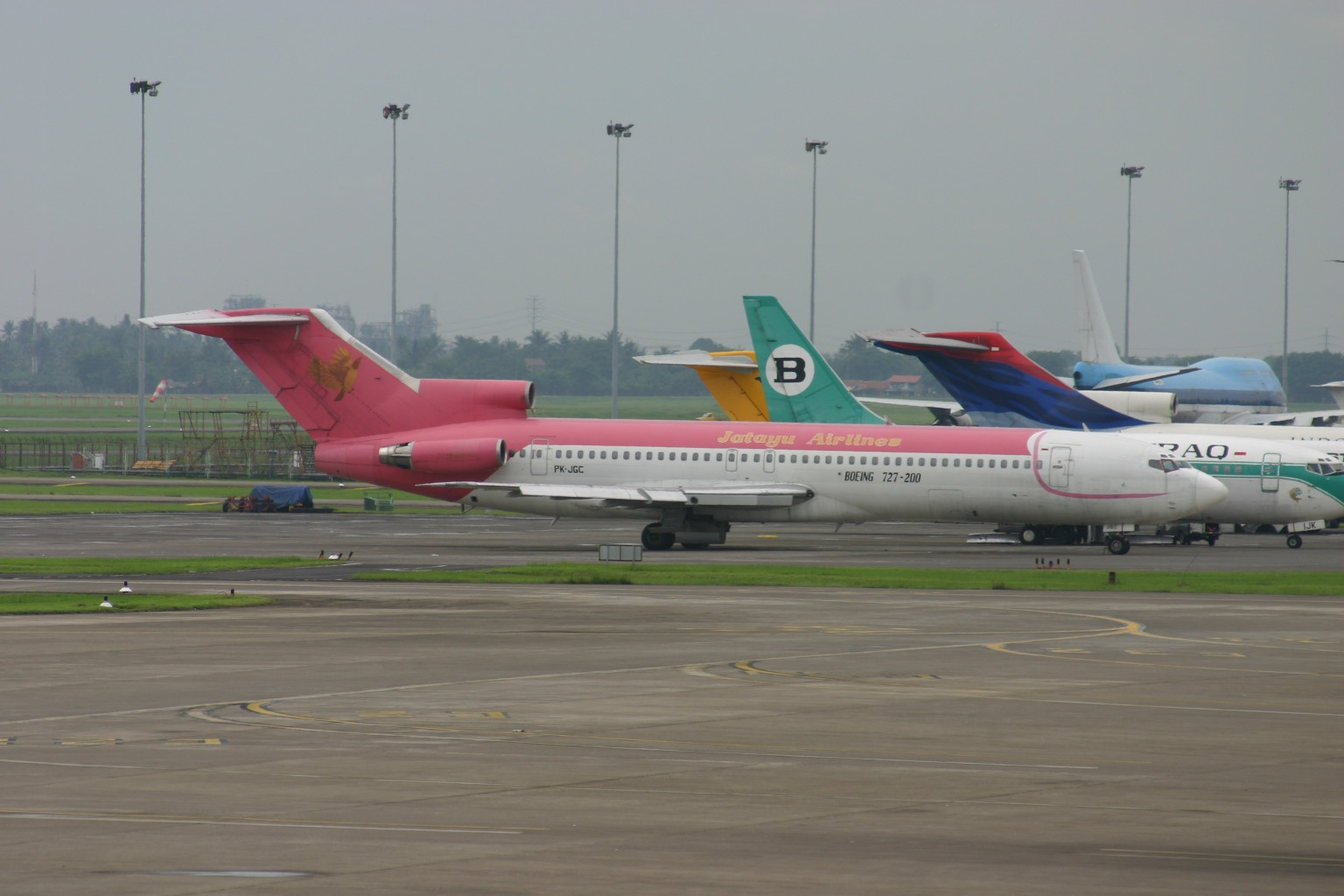
Boeing 727-200 de Jatayu sur l'aéroport international Soekarno-Hatta en 2004

À la date de janvier 2005, Jatayu Airlines possédait dans sa flotte :
- 4 Boeing 727-200
- 4 Boeing 737-200